# Plaza de España (Madrid)

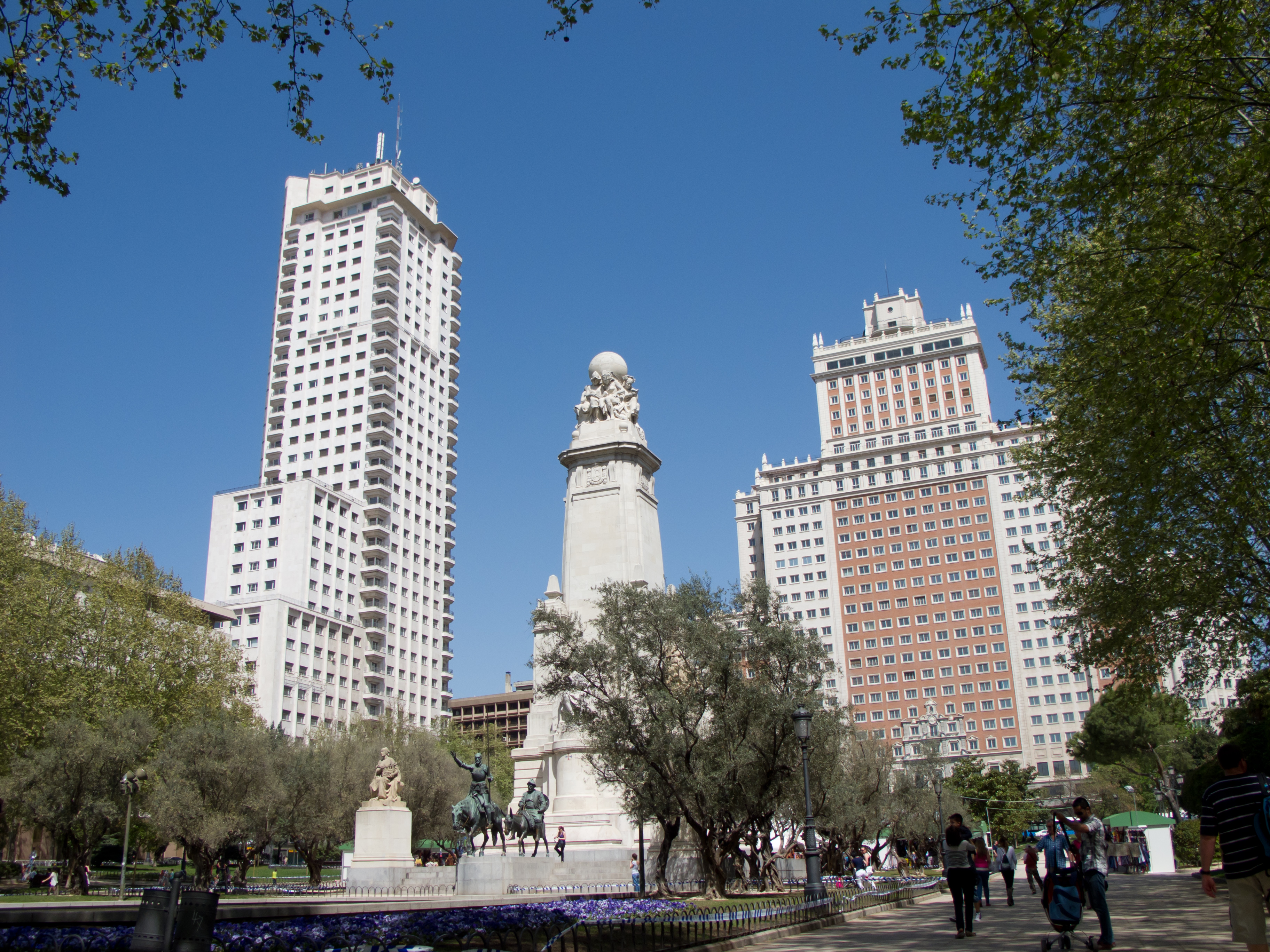
Het Plaza de España in Madrid met in het midden het monument voor Miguel de Cervantes, links de Torre de Madrid en geheel rechts het Edificio España, beide behorende tot de grootste gebouwen van Madrid

Het Plaza de España is een groot plein in de Spaanse hoofdstad Madrid.
Het plein is gelegen aan het westelijke eind van de Gran Vía, op loopafstand van het Koninklijk Paleis. Op het plein bevindt zich een monument voor de schrijver Miguel de Cervantes (1547-1616). Het monument bevat onder meer beelden van een aantal bekende romanfiguren van Cervantes, zoals Don Quichot.
In 2017 konden de Madrilenen zich uitspreken over de inrichting van het plein. Er komen duizend bomen, tuinen met olijfbomen en magnolia’s en een sterke vermindering van de verkeersstromen. 52% koos voor dit ontwerp waarvan de werken in 2017 gepland zijn.
Aan het plein staan twee van de hoogste gebouwen van Madrid, de Torre de Madrid (142 m) en de Edificio España (117 m, "Spanjegebouw"), beide van de hand van de broers Julián en Joaquín Otamendi.
Onder het plein bevindt zich het gelijknamige metrostation.